# باغ بيشغاه (خبر بافت)
باغ بیشغاه (بالفارسية: باغ پیشگاه) هي قرية تقع في إيران في Khabar Rural District. يقدر عدد سكانها بـ 521 نسمة بحسب إحصاء 2016.